# 朱祁鏞
襄定王朱祁鏞（1429年—1488年），是憲王朱瞻墡嫡第一子，明朝第二代襄王。朱祁鏞於成化十五年（1479年）襲封襄王，妃李氏。他在位九年，在弘治元年（1488年）過世，諡號定，一年後其長子朱見淑就嗣位。
朱祁鏞的陵墓位於湖北省襄陽市南漳縣。